# Homokkomárom
Homokkomárom è un comune dell'Ungheria di 230 abitanti (dati 2001). È situato nella contea di Zala.